# Braunfüßiger Wasserkäfer
Der Braunfüßige Wasserkäfer (Hydrobius fuscipes) ist ein Käfer aus der Familie der Wasserkäfer (Hydrophilidae).

## Merkmale
Die Käfer erreichen eine Körperlänge von 6 bis 9 Millimetern. Ihr länglich-ovaler Körper ist schwarz gefärbt und hat einen bronzenen Glanz. Die Fühlerkeulen sind schwarz, die Beine gelbbraun, die Palpen sind rotbraun und haben dunkle Enden. Die Deckflügel (Elytren) tragen je 10 nach hinten rissig vertiefte Längsstreifen aus feinen Punkten. Jeder zweite Zwischenraum hat zusätzlich unregelmäßige Reihen von größeren Punkten. 

### Ähnliche Arten
- Hydrobius subrotundus

## Vorkommen und Lebensweise
Die Tiere kommen in der Paläarktis auch im hohen Norden und auf den Britischen Inseln und in Nordamerika vor. Sie leben in sonnigen stehenden Gewässern und tolerieren auch Salzwasser. Sie sind sehr häufig und schwimmen an der Oberfläche.